# Майк Маккаллум
Майк Маккаллум (англ. Mike McCallum; 7 грудня 1956, Кінгстон — 31 травня 2025, Лас-Вегас, Невада) — ямайський професійний боксер, чемпіон світу за версіями WBA (1984—1988) у першій середній вазі та (1989—1991) у середній вазі і WBC (1994—1995) у напівважкій вазі.

## Аматорська кар'єра
1974 року завоював срібну медаль на Іграх Центральної Америки і Карибського басейну у напівсередній категорії. Того ж року на першому чемпіонаті світу з боксу переміг двох суперників, а у чвертьфіналі програв за очками Клінтону Джексону (США). На Панамериканських іграх 1975 у першому бою знов програв нокаутом Клінтону Джексону.
На Олімпійських іграх 1976 переміг Дамдінжавина Банді (Монголія) — 5-0 і Роберта Дауера (Австралія) — 5-0, а у чвертьфіналі програв Райнгарду Скрицеку (ФРН) — 2-3.
На Іграх Центральної Америки і Карибського басейну 1978 став чемпіоном. Того ж року став чемпіоном Ігор Співдружності. На Панамериканських іграх 1979 завоював срібну медаль, програвши у фіналі Андресу Альдама (Куба).

## Професіональна кар'єра
Майк Маккаллум дебютував на профірингу 1981 року. Провівши двадцять один переможний бій, 19 жовтня 1984 року вийшов на бій за вакантний титул чемпіона за версією WBA у першій середній вазі проти Шона Менніона і здобув перемогу в 15-раундовому поєдинку одностайним рішенням суддів.
Здобувши йще десять перемог, у тому числі в шести захистах звання чемпіона, 5 березня 1988 року вийшов на бій проти чемпіона за версією WBA у середній вазі Сумбу Каламбая (Італія) і в 12-раундовому поєдинку програв одностайним рішенням суддів. Після трьох перемог 10 травня 1989 року вийшов на бій за вакантний титул чемпіона за версією WBA у середній вазі проти Герола Грема (Велика Британія) і розділеним рішенням суддів здобув перемогу. Провівши шість переможних боїв, у тому числі три захисти звання чемпіона WBA проти Стіва Коллінза (Ірландія), Майкла Вотсона (Велика Британія) і Сумбу Каламбая (Італія), у грудні 1991 року Маккаллум відмовився від титулу WBA заради бою з чемпіоном світу за версією IBF у середній вазі Джеймсом Тоні (США).
Бій між Майком Маккаллумом і Джеймсом Тоні відбувся 13 грудня 1991 року і завершився нічиєю розділеним рішенням суддів — 115—113 (Маккаллум), 112—116 (Тоні) і 114—114. Наступного року 29 серпня суперники зустрілися вдруге, і цього разу Джеймс Тоні здобув перемогу рішенням більшості — 117—110 (двічі) і 114—114.
4 березня 1994 року Маккаллум завоював титул «тимчасового» чемпіона WBC у напівважкій вазі. 23 липня 1994 року одностайним рішенням суддів відібрав звання чемпіона WBC у Джеффа Гардінга (Австралія). Провів один успішний захист, а 16 червня 1995 року втратив титул, програвши Фабрісу Тьоззо (Франція).
22 листопада 1996 року зустрівся в бою за титул «тимчасового» чемпіона WBC у напівважкій вазі з Роєм Джонсом і програв за очками. 22 лютого 1997 року втретє зустрівся з Джеймсом Тоні в бою за малопрестижний титул WBU у першій важкій вазі, програв йому вдруге і завершив кар'єру.

## Смерть
Помер 31 травня 2025 року у віці 68 років.